# Гранит Сити (Илиноис)
Гранит Сити (енгл. Granite City) град је у америчкој савезној држави Илиноис. По попису становништва из 2010. у њему је живело 29.849 становника.

## Демографија
Према попису становништва из 2010. у граду је живело 29.849 становника, што је 1.452 (4,6%) становника мање него 2000. године.
| Група             | 2000.          | 2010.          |
| Белци             | 29.142 (93,1%) | 25.994 (87,1%) |
| Афроамериканци    | 622 (2,0%)     | 1.632 (5,5%)   |
| Азијати           | 147 (0,5%)     | 156 (0,5%)     |
| Хиспаноамериканци | 894 (2,9%)     | 1.489 (5,0%)   |
| Укупно            | 31.301         | 29.849         |